# Erik Riss
Erik Riss (ur. 13 września 1995 w Memmingen) – niemiecki żużlowiec, występujący również na długim torze.

## Życiorys

### Kariera sportowa
W 2014 r. wystąpił w rozegranym w Herxheim finale drużynowych mistrzostw Europy juniorów, w którym niemieccy żużlowcy zajęli IV miejsce.
Największe sukcesy odnosił w wyścigach na długim torze. W 2014 r. został najmłodszym w historii mistrzem świata w tej odmianie sportu żużlowego. Również w 2014 r. zdobył tytuł drużynowego mistrza świata oraz złoty medal indywidualnych mistrzostw Niemiec.
W 2014 r. podpisał kontrakt na starty w rozgrywkach 2. ligi polskiej w barwach klubu KSM Krosno, nie wystąpił jednak w żadnym meczu.
Brał udział w World Games 2017.

### Życie prywatne
Syn Gerda Rissa i brat Marka Rissa, również żużlowców.

## Przynależność klubowa
Wielka Brytania
- Edinburgh Monarchs (2015–2018)
- Leicester Lions (2017)
- King’s Lynn Stars (2018–2021)
- Redcar Bears (2019–2020)
- Birmingham Brummies (2021)
- Redcar Bears (2022)
- Ipswich Witches (2022)

Polska
- Stal Gorzów Wielkopolski (2018–2020)
  - Polonia Piła (2018, wyp.)
- AC Landshut (2021–)

Szwecja
- Rospiggarna Hallstavik (2019)